# Studio 105
Albums de Mayra Andrade
Stória, stória
(2009) Lovely Difficult
(2013)
Studio 105  est le troisième album de la chanteuse Mayra Andrade, sorti en 2010. Il a été enregistré en live à la Maison de la Radio, à Paris, en septembre 2010. L'album comporte également le DVD du spectacle.

## Liste des chansons
| No  | Titre                  | Durée |
| --- | ---------------------- | ----- |
| 1.  | Kenha ki ben ki ta bai |       |
| 2.  | Tchápu na bandera      |       |
| 3.  | Dimokransa             |       |
| 4.  | Seu                    |       |
| 5.  | Storia, Storia         |       |
| 6.  | Dispidida              |       |
| 7.  | La Javanaise           |       |
| 8.  | Odjus Fitxadu          |       |
| 9.  | Tunuka                 |       |
| 10. | Michelle               |       |
| 11. | Lapidu na bo           |       |